# Brigitte Rohde
Brigitte Rohde (Alemania, 8 de octubre de 1954) es una atleta alemana retirada, especializada en la prueba de 4x400 m en la que llegó a ser campeona olímpica en 1976.

## Carrera deportiva
En los JJ. OO. de Montreal 1976 ganó la medalla de oro en los relevos 4x400 metros, con un tiempo de 3:19.23segundos que fue récord del mundo, llegando a meta por delante de Estados Unidos (plata) y la Unión Soviética (bronce), siendo sus compañeras de equipo: Doris Maletzki, Ellen Streidt y Christina Brehmer.